# MBDA MICA
MBDA MICA (fr. Missile d'Interception et de Combat Aérien – „pocisk rakietowy przechwytujący i walki powietrznej”) – opracowany przez europejskie konsorcjum MBDA kierowany pocisk rakietowy przeznaczony do niszczenia celów powietrznych w każdych warunkach pogodowych, odpalany z platform powietrznych np. przez samoloty Dassault Rafale i naziemnych/nawodnych z systemów pionowego wystrzeliwania (VLS - Vertical Launch System). Pocisk posiada własność wystrzel i zapomnij oraz sterowanie wektorowaniem ciągu zapewniające bardzo dużą zwrotność.
Pocisk MICA został opracowany w 1982 roku przez firmę Matra. Pierwsze testy przeprowadzono w 1991, a w 1996 MICA została wprowadzona na uzbrojenie samolotów Dassault Rafale i Dassault Mirage 2000. Pocisk MICA zastąpił wcześniej używane, służące do walki powietrznej na krótkich dystansach Magic 2 i przechwytywania celów na dłuższych dystansach Super 530D. Podczas walki jest możliwe odpalenie dwóch pocisków MICA w czasie 2 sekund.
MICA może być wyposażona w jeden z dwóch systemów naprowadzających, aktywny radiolokacyjny lub pasywny termiczny wykrywający promieniowanie podczerwone. W przypadku użycia systemu radiolokacyjnego możliwe jest atakowanie celów znajdujących się poza zasięgiem widoczności (BVR - Beyond Visual Range). Termiczny system naprowadzania jest wyposażony w komputer, który jest w stanie rozpoznać i odróżnić od celu większość środków przeciwdziałania namierzeniu przez pocisk, takich jak flary.
Możliwe jest również wystrzeliwanie pocisków MICA ze stacjonarnych platform startowych zainstalowanych na ciężarówkach lub okrętach. System stacjonarnego wystrzeliwania pocisków MICA to  VL Mica SHORAD.
Do dziś wyprodukowano ponad 3000 egzemplarzy pocisków MICA, z których ponad 1000 z systemem RF znajduje się na wyposażeniu należących do Kataru i Tajwanu samolotów Mirage 2000-5 oraz we francuskich siłach powietrznych (Armée de l'Air) i marynarce wojennej (Aéronavale). Zjednoczone Emiraty Arabskie zakupiły je dla swoich F-16E/F block 60 i Mirage 2000-9, Grecy i Hindusi dla swoich Mirage 2000(-5 Mk2), a Maroko dla modernizowanych Mirage F1. Oman pociski VL MICA zainstaluje na swoich morskich okrętach patrolowych.